# 1769 aux échecs
| Années des échecs : 1766 - 1767 - 1768 - 1769 - 1770 - 1771 - 1772    |
| Décennies des échecs : 1730 - 1740 - 1750 - 1760 - 1770 - 1780 - 1790 |

Cet article présente les faits marquants de l'année 1769 aux échecs.

## Événements majeurs
- Première édition de Il giuoco incomparabile degli scacchi Domenico Lorenzo Ponziani parue à Modène
- Apparition du Turc mécanique à Vienne[1]

## Nécrologie
- 4 juin : Giambattista Lolli